# GeenStijl

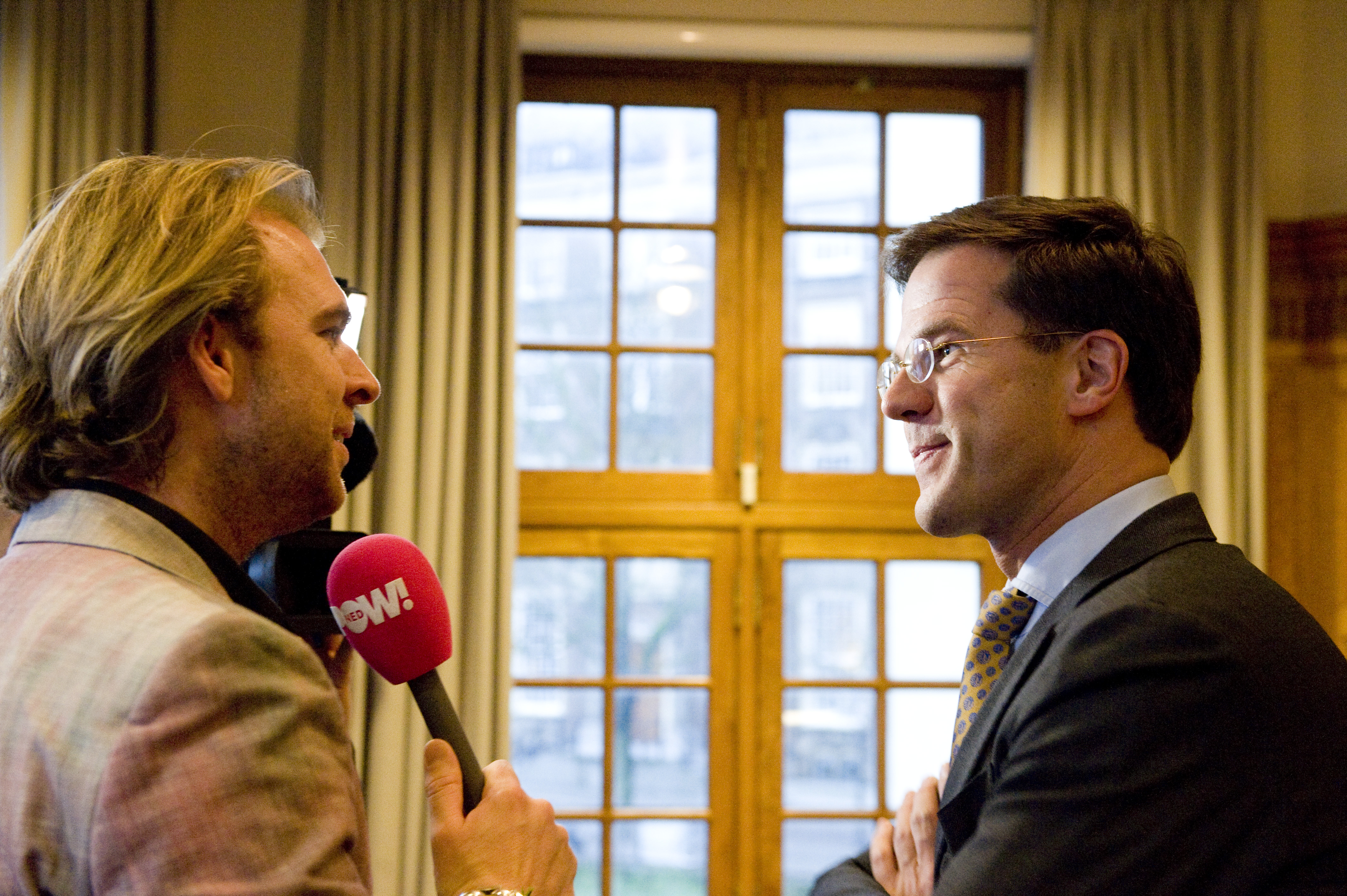
Премьер-министр Нидерландов Марк Рютте дает интервью GeenStijl и PowNed

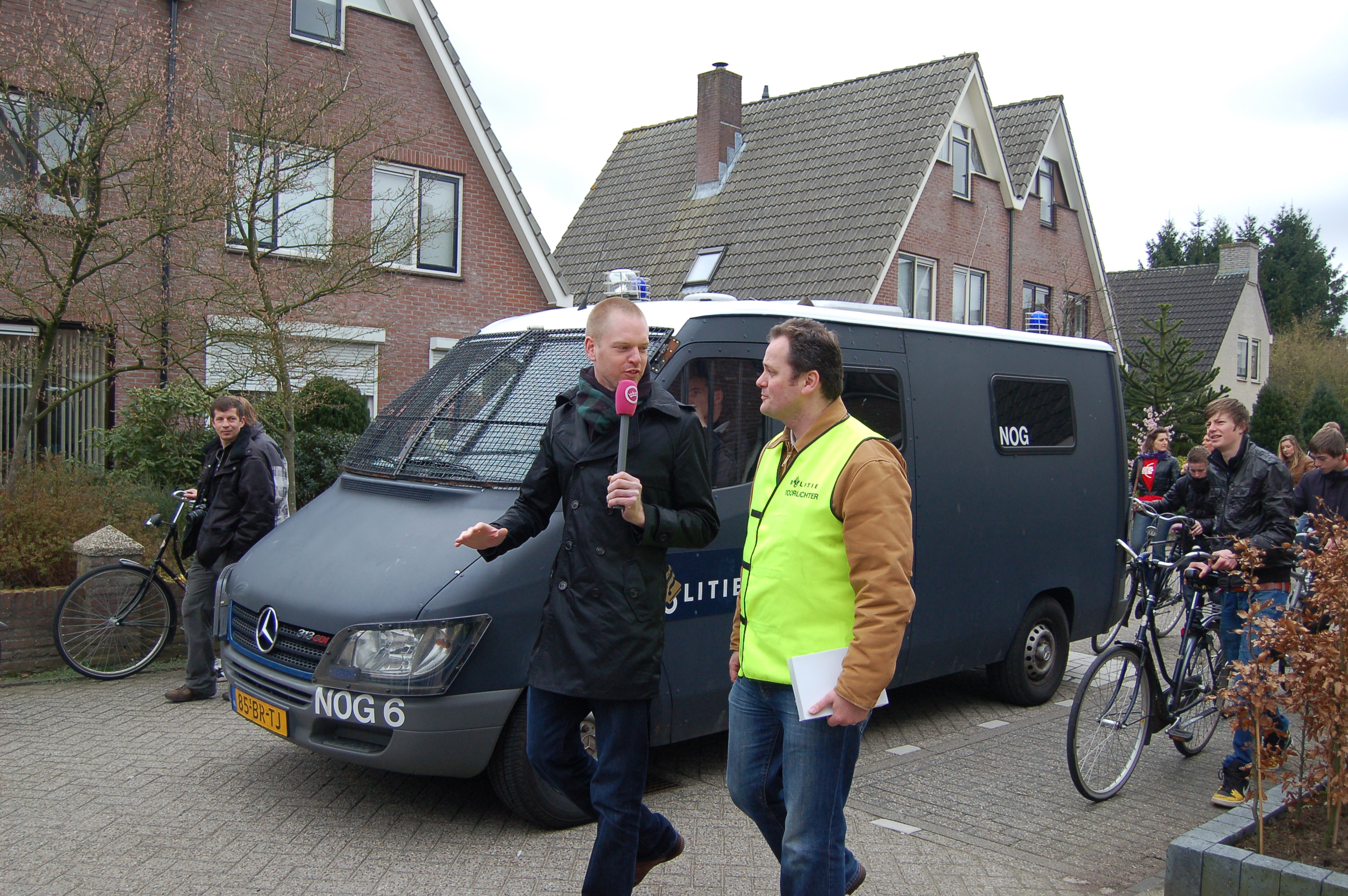
Журналисты GeenStijl берут интервью для своей статьи и телепередачи

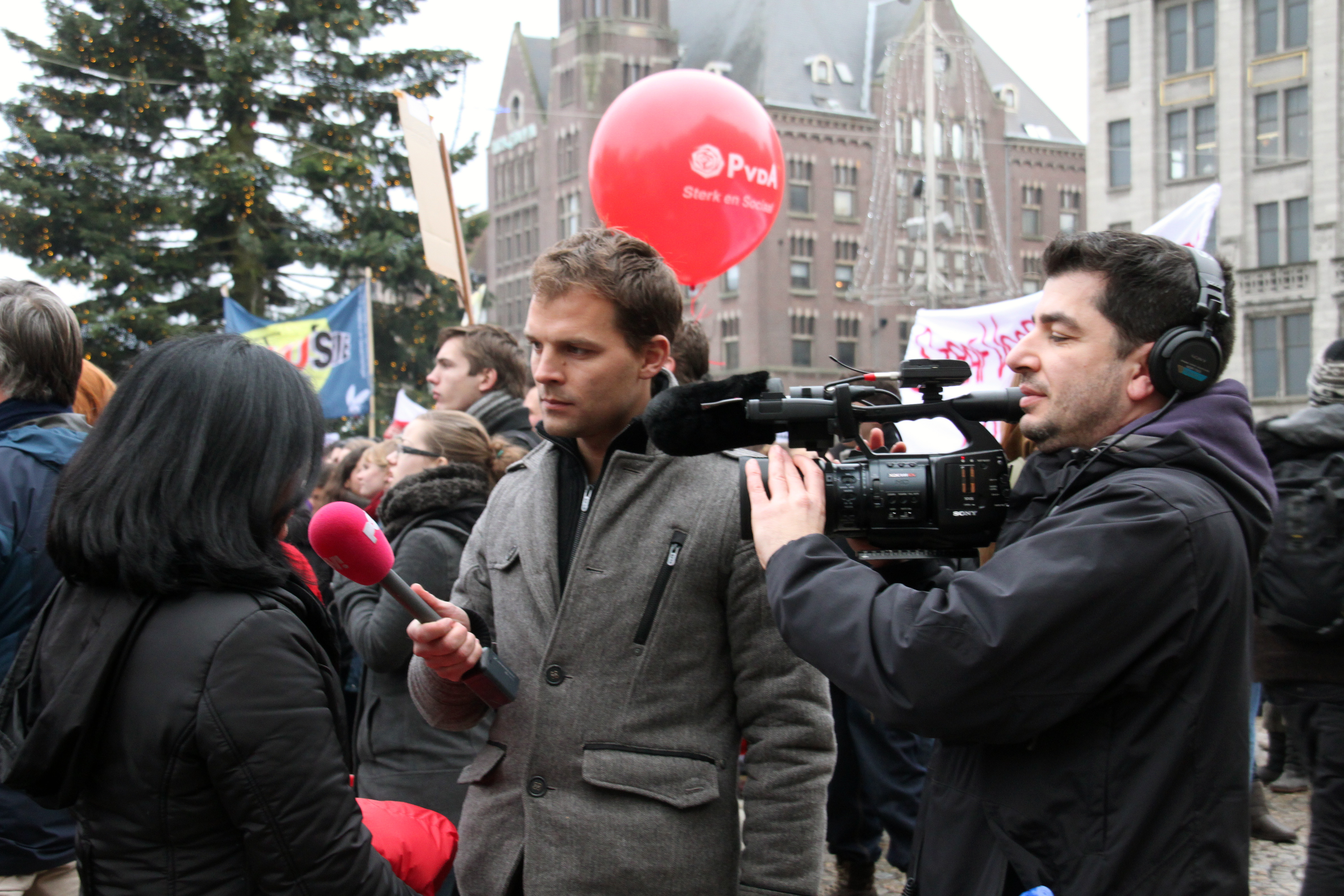
Журналисты GeenStijl берут интервью для своего телеканала PowNed

GeenStijl («Без стиля») — нидерландский сайт, сделанный в виде новостного блога с политической сатирой и основанный 10 апреля 2003 года. Дословный перевод названия — «нет стиля», которое можно перефразировать на русский как «без приличий» или «цензуре нет» по-смыслу. В состав портала входит телеканал PowNed, вещающий по программе государственного телевидения Нидерландов.
Основной замысел сайта в следующем:
- Использование трансляции новостей в виде «блога», то есть непрерывной ленты авторских сообщений. Это позволяет затягивать аудиторию, чтобы она «зависала» ожидая следующий пост.
- Очень интенсивно используется видеоконтент как интегрированный видеоблог YouTube, где многие посты по сути являются видеопостами с комментарием.
- Применение резких и неполиткорректных заявлений. На сайте легко премьер-министра назовут «идиотом», а украинских националистов назовут «нацистами»
- Применение крепких словечек и ненормативной лексики, но без перегиба. Например, после какого-то ролика из Украины может появиться комментарий WTF? (what the fuck?)
- При «вульгаризмах» в методики GeenStijl взята примерная частота их использования в обычной разговорной речи нидерландцев, фактически изюминка стиля проекта в превращении разговорной речи в газетную, которая традиционно пытается следовать литературной речи, отрываясь от естественного развития языка

Сайт имеет правую направленность и получил мировую известность, став ядром пропаганды евроскептиков при Референдуме об Ассоциации Украины с ЕС в составе гражданской инициативы GeenPeil, которую сам и учредил.
По оценке HypeStat посещаемость GeenStijl в феврале 2016 года составила 2,3 миллиона человек (76500 в день) из которых 89 % составляют граждане Нидерландов. Сам сайт заявляет дневную посещаемость в 230000 человек относя себя к Топ-10 новостных ресурсов Нидерландов.
Резкий рост популярности GeenStijl связан с переходом в проект одного из известнейших в Нидерландах тележурналистов Яна Рооса, который выкладывает свои репортажи через канал YouTube проекта GeenStijl, которые набрали более 48 миллионов просмотров.

## История портала
Доминик Вессел сказал, что он увидел рынок для сайта, говорящего неполиткорректным языком, о том что люди думают, но боятся сказать, когда он создал GeenStijl в 2003 году. Поскольку он был репортёром крупной голландской газеты «Телеграф» на протяжении более 10 лет, то верно угадал потребности читателей.
17 марта 2006 года Telegraph Media Group выкупило 40 % долю в GeenStijl за 2,6 миллионов евро. Редакционной команде из Domic Weesie и Ambroos Wiegers после поглощения в медиахолдинг принадлежит блок-пакет из 30 % акций.
В 2007 году GeenStijl начал работать в интеграции с телевизионной программой Stone Geyl, предоставляя ей видеоматериалы со своего канала YouTube. С этого момента портал получил государственное финансирование через Общественное телевидение Нидерландов. В дальнейшем работа с государственным телевидением привела портал к созданию телерадиокомпании PowNed начавшей вещание в сентябре 2010 года.
В 2015 GeenStijl успешно инициализировал Референдум об Ассоциации Украины с ЕС.